# Raphael Onyedika
Raphael Onyedika Nwadike (Imo, 19 de abril de 2001) es un futbolista nigeriano. Juega de pivote y su equipo actual es el Club Brujas de la Primera División de Bélgica.

## Trayectoria
Se formó en la academia del Football Club Ebedei, equipo semi-amateur del fútbol de Nigeria. En el año 2019 dio el salto a Europa con 18 años, fue fichado por FC Midtjylland y se incorporó en las divisiones juveniles del club danés.
En su primera temporada jugó con la sub-19 en el campeonato nacional. A nivel internacional defendió al Midtjylland en la Liga Juvenil de la UEFA 2019-20, llegaron a cuartos de final pero fueron eliminados por el Ajax en un partido que jugó como defensa central.
Para la temporada 2020-21 fue cedido al Fodbold Club Fredericia para tener más rodaje con profesionales, en la segunda categoría del fútbol danés.
Debutó como profesional el 13 de septiembre de 2020, fue titular en la fecha 1 del campeonato de Primera División de Dinamarca, estuvo los 90 minutos en cancha, convirtió su primer gol oficial y vencieron 2-1 al Kolding IF. Jugó casi todos los partidos de la temporada como pivote, totalizó 28 presencias, 3 goles y 1 asistencias.
Regresó al Midtjylland con más experiencia y fue considerado como titular por el entrenador. Tuvo un gran rendimiento y fue destacado como el mejor jugador joven del campeonato danés.

## Selección nacional
Ha sido internacional con la selección de fútbol de Nigeria.
Debutó en un partido amistoso el 27 de septiembre de 2022, fue en un partido amistoso contra Argelia en el Stade Mustapha Tchaker ante más de 33000 espectadores, ingresó en los minutos finales pero perdieron 2-1. Jugó su primer encuentro con 21 años y la camiseta número 19.
Fue convocado para jugar la Copa Africana de Naciones 2023. Solo tuvo minutos en el último partido de la fase de grupos, llegaron a la final, instancia en la que fueron vencidos por Costa de Marfil. El plantel fue condecorado como miembros de la Orden del Níger, la por la medalla de plata que obtuvieron.

## Estadísticas

### Clubes
Actualizado al último partido citado el 1 de agosto de 2025.
| Club                        | Div.          | Temporada     | Liga  | Liga  | Liga   | Copas nacionales | Copas nacionales | Copas nacionales | Copas internacionales | Copas internacionales | Copas internacionales | Total | Total | Total  |
| Club                        | Div.          | Temporada     | Part. | Goles | Asist. | Part.            | Goles            | Asist.           | Part.                 | Goles                 | Asist.                | Part. | Goles | Asist. |
| --------------------------- | ------------- | ------------- | ----- | ----- | ------ | ---------------- | ---------------- | ---------------- | --------------------- | --------------------- | --------------------- | ----- | ----- | ------ |
| F. C. Fredericia Dinamarca  | 2.ª           | 2020-21       | 28    | 3     | 1      | -                | -                | -                | —                     | —                     | —                     | 28    | 3     | 1      |
| F. C. Fredericia Dinamarca  | Total club    | Total club    | 28    | 3     | 1      | 0                | 0                | 0                | 0                     | 0                     | 0                     | 28    | 3     | 1      |
| F. C. Midtjylland Dinamarca | 1.ª           | 2021-22       | 31    | 2     | 3      | 6                | 1                | 0                | 11                    | 1                     | 0                     | 48    | 4     | 3      |
| F. C. Midtjylland Dinamarca | 1.ª           | 2022-23       | 6     | 0     | 0      | -                | -                | -                | 3                     | 0                     | 0                     | 9     | 0     | 0      |
| F. C. Midtjylland Dinamarca | Total club    | Total club    | 37    | 2     | 3      | 6                | 1                | 0                | 14                    | 1                     | 0                     | 57    | 4     | 3      |
| C. Brujas · Bélgica         | 1.ª           | 2022-23       | 31    | 0     | 0      | 2                | 0                | 0                | 7                     | 0                     | 0                     | 40    | 0     | 0      |
| C. Brujas · Bélgica         | 1.ª           | 2023-24       | 30    | 3     | 1      | 2                | 0                | 0                | 17                    | 1                     | 1                     | 49    | 4     | 2      |
| C. Brujas · Bélgica         | 1.ª           | 2024-25       | 34    | 1     | 1      | 7                | 0                | 0                | 11                    | 1                     | 1                     | 52    | 2     | 2      |
| C. Brujas · Bélgica         | 1.ª           | 2025-26       | 2     | 0     | 0      | 1                | 0                | 0                | -                     | -                     | -                     | 3     | 0     | 0      |
| C. Brujas · Bélgica         | Total club    | Total club    | 97    | 4     | 2      | 12               | 0                | 0                | 35                    | 2                     | 2                     | 144   | 6     | 4      |
| Total carrera               | Total carrera | Total carrera | 162   | 9     | 6      | 18               | 1                | 0                | 49                    | 3                     | 2                     | 229   | 12    | 8      |
| 1. 2.                       |               |               |       |       |        |                  |                  |                  |                       |                       |                       |       |       |        |

### Selección
Actualizado al último partido citado el 6 de junio de 2025.
| Selección         | Temporada         | Continental | Continental | Continental | Mundial | Mundial | Mundial | Amistosos | Amistosos | Amistosos | Total | Total | Total  |
| Selección         | Temporada         | Part.       | Goles       | Asist.      | Part.   | Goles   | Asist.  | Part.     | Goles     | Asist.    | Part. | Goles | Asist. |
| ----------------- | ----------------- | ----------- | ----------- | ----------- | ------- | ------- | ------- | --------- | --------- | --------- | ----- | ----- | ------ |
| Absoluta Nigeria  | 2022              | -           | -           | -           | -       | -       | -       | 1         | 0         | 0         | 1     | 0     | 0      |
| Absoluta Nigeria  | 2023              | 1           | 0           | 0           | —       | —       | —       | 1         | 0         | 1         | 2     | 0     | 1      |
| Absoluta Nigeria  | 2024              | 8           | 1           | 0           | —       | —       | —       | 3         | 0         | 0         | 11    | 1     | 0      |
| Absoluta Nigeria  | 2025              | 2           | 0           | 0           | —       | —       | —       | 1         | 0         | 0         | 3     | 0     | 0      |
| Absoluta Nigeria  | Total sel.        | 11          | 1           | 0           | 0       | 0       | 0       | 6         | 0         | 1         | 17    | 1     | 1      |
| Total selecciones | Total selecciones | 11          | 1           | 0           | 0       | 0       | 0       | 6         | 0         | 1         | 17    | 1     | 1      |
| 1.                |                   |             |             |             |         |         |         |           |           |           |       |       |        |

## Palmarés

### Títulos nacionales
| Título                      | Club              | País      | Año  |
| --------------------------- | ----------------- | --------- | ---- |
| Copa de Dinamarca           | F. C. Midtjylland | Dinamarca | 2022 |
| Primera División de Bélgica | C. Brujas         | Bélgica   | 2024 |
| Copa de Bélgica             | C. Brujas         | Bélgica   | 2025 |
| Supercopa de Bélgica        | C. Brujas         | Bélgica   | 2025 |

### Distinciones individuales
| Distinción                                       | Año  |
| ------------------------------------------------ | ---- |
| Mejor jugador joven de la Superliga de Dinamarca | 2022 |
| Miembro de la Orden del Níger                    | 2024 |